# Tráfico de armas

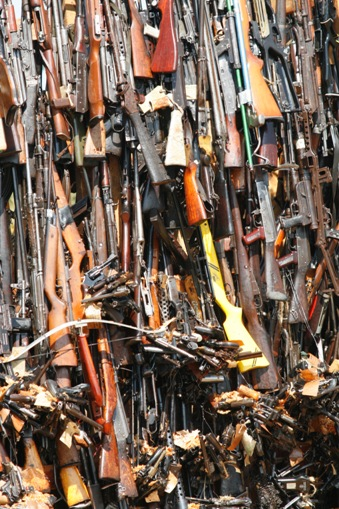
Uma torre de armas contrabandeadas apreendidas prestes a ser incendiadas em Nairóbi, Quênia.

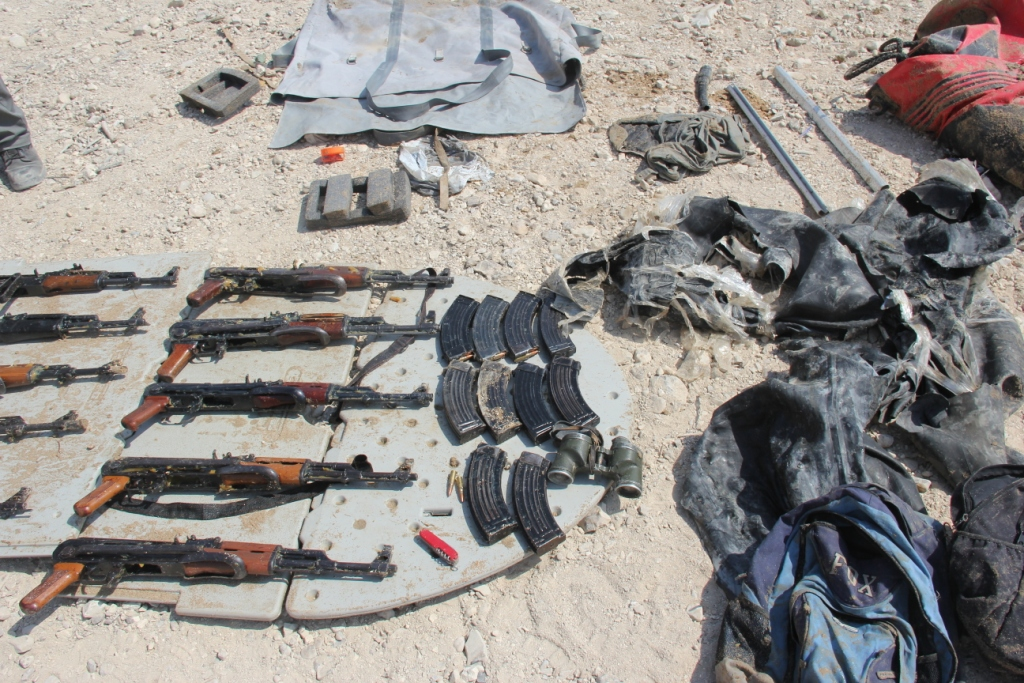
Armamentos e munições encontrados em um barco palestino no Mar Morto.

O tráfico de armas é o fornecimento de armas ou munição a entidades (grupo de combatentes, organização criminosa, ou Estado) em violação às normas internacionais sobre a venda de armas. Sua definição ainda não está clara, muitas vendas de armas são feitas no "mercado negro" de armamentos.
Segundo as Nações Unidas, o tráfico de armas é a terceira maior atividade criminosa do mundo, atrás do narcotráfico e do tráfico humano.. Em 2004, estimou-se que cerca de 500 milhões de armas de pequeno porte estavam em circulação no mundo, armas que não estão sujeitas a qualquer tratado internacional - incluindo mais de 100 milhões na África, há uma arma para 12 pessoas
O valor total do mercado mundial de armas é estimado cerca de US $ 60 bilhões por ano, com cerca de 8.000 milhões dólares americanos atribuídos a pistolas, rifles, metralhadoras e munições.  O total do comércio ilegal de armas é mais difícil de estimar, mas o mercado das armas ligeiras ilícitas foi estimado em 10-20% do total do comércio mundial de armas.

## Filmografia
- Lord of War de 2005, de Andrew Niccol, com Nicolas Cage.
- Documentaire Arte Armes, trafic et raison d'État, 2008, de Paul Moreira e David André.